# Alexander Haig
Alexander Meigs Haig, Jr. (Filadélfia, 2 de dezembro de 1924 – Baltimore, 20 de fevereiro de 2010) foi um general do Exército dos Estados Unidos, veterano da Guerra da Coreia e da Guerra do Vietnã, que também serviu como Chefe de Gabinete da Casa Branca durante as presidências de Richard Nixon e Gerald Ford, e como Secretário de Estado sob o presidente Ronald Reagan. Ele também foi Vice-Chefe do Estado-Maior do Exército, o segundo cargo mais alto do exército, e Supremo Comandante Aliado na Europa, comandando todas as forças dos EUA e da OTAN em território europeu.

## Carreira
Em 1969, Haig tornou-se assistente do Conselheiro de Segurança Nacional Henry Kissinger. Tornou-se vice-chefe do Estado-Maior do Exército, a segunda posição mais alta do Exército, em 1972. Após a renúncia de H.R. Haldeman em 1973, Haig tornou-se o chefe do Estado-Maior do Presidente Nixon. Servindo na sequência do escândalo Watergate, ele se tornou especialmente influente nos meses finais do mandato de Nixon e desempenhou um papel importante em persuadir Nixon a renunciar em agosto de 1974. Haig continuou a servir como chefe de gabinete durante o primeiro mês do mandato do presidente Ford. De 1974 a 1979, Haig serviu como Comandante Supremo Aliado na Europa, comandando todas as forças da OTAN na Europa. Aposentou-se do Exército em 1979 e seguiu carreira nos negócios.

Depois que Reagan venceu a eleição presidencial de 1980, ele nomeou Haig para ser seu secretário de Estado. Durante a Guerra das Malvinas, Haig procurou mediar a paz entre o Reino Unido e a Argentina. Ele renunciou ao gabinete de Reagan em julho de 1982. Depois de deixar o cargo, ele buscou sem sucesso a indicação presidencial nas primárias republicanas de 1988. Ele também atuou como chefe de uma empresa de consultoria e apresentou o programa de televisão World Business Review.